# Bengt Hjern
Bengt Hjern, född 17 oktober 1918 i Stockholm, död 22 december 1981, var en svensk jurist.
Bengt Hjern blev jur.kand. 1943. Efter tingstjänstgöring 1944–1946, utnämndes han 1946 till fiskal i Hovrätten över Skåne och Blekinge och var tingssekreterare 1948–1950. Han var sekreterare i 2:a lagutskottet vid 1950 och 1951 års riksdagar och i särskilda utskottet vid riksdagen 1954. Han var sekreterare i zonexpropriationsutredningen 1951–1952 och i markvärdesutredningen 1954–1956, sakkunnig i justitiedepartementet 1953 och 1954 samt i inrikesdepartementet 1953–1954. Hjern blev adjungerad ledamot i Hovrätten över Skåne och Blekinge 1951, assessor 1953, byråchef för lagärenden i justitiedepartementet 1956 och hovrättsråd i Hovrätten för Nedre Norrland 1959. Bengt Hjern utnämndes 1961 till regeringsråd och blev ordförande på avdelning i Regeringsrätten 1972. Han var ledamot av lagrådet 1969–1971.
Hjern hade också en rad andra uppdrag, inte minst på det sociala området. Han var ordförande i Pressens rådgivande nämnd 1958–1972, ordförande i styrelsen för Svartsjö alkoholistanstalt 1961–1973 och Venngarns alkoholistanstalt från 1965, ordförande i Stockholms övervakningsnämnd från 1965, Riksförbundet mot alkoholmissbruk 1967–1973, fraktbidragsnämnden 1971–1979 och Pressens pensionskassa från 1974. Inom det statliga utredningsväsendet var han ordförande för 1955 års valutredning 1962–1964, antikvarieutredningen 1962–1965, fylleristraffutredningen 1963–1968, flygarbetstidsutredningen 1967–1972, naturläkemedelsutredningen 1973–1975 och THX-utredningen 1977–1979.
Han var ledamot i 1960 års kommitté för Gamla stan 1963–1965, ordförande för Samfundet S:t Erik från 1963 och i Stockholms skönhetsråd 1973–1979, samt var från 1977 vice ordförande i Statens heraldiska nämnd.
Hjern satt i stadsfullmäktige i Solna stad 1963–1965.